# داغ توماس
داغ توماس (بالأذرية: Dağ Tumas)‏، بالفارسية: داغ توماس): هي بلدة في الوحدة الإدارية التي تحمل نفس الاسم في مقاطعة جبرائيل في أذربيجان، تقع على المنحدرات الجنوبية الغربية لسلسلة جبال كاراباخ، على بعد 23 كم إلى الغرب من مدينة جبرائيل.

## التاريخ
بعد احتلال الجيش الأحمر لأذربيجان، أصبحت البلدة جزءًا من مجلس البلدة الذي يحمل نفس الاسم في مقاطعة جبرائيل في جمهورية أذربيجان الاشتراكية السوفيتية. كانت القرية تحتوي على مدرسة ثانوية ومدرسة ابتدائية ومكتبة ومستشفى.
نتيجة لحرب مرتفعات قره باغ الأولى في أغسطس 1993، احتلتها القوات الأرمينية في نفس العام.
في 23 أكتوبر 2020، تم الإعلان عن تحرير القوات المسلحة الأذربيجانية لبلدة داغ توماس.